# Grant Aviation
Grant Aviation — регіональна авіакомпанія Сполучених Штатів Америки зі штаб-квартирою в місті Анкоридж (Аляска), що виконує регулярні і чартерні внутрішні пасажирські та вантажні перевезення по аеропортам штату.
Авіакомпанія була заснована в 1971 році і аж до 1993 року працювала під офіційною назвою Delta Air Service. Одночасно зі зміною торгової марки компанія перенесла штаб-квартиру з Еммонака в Анкоридж.
Grant Aviation належить трьом інвесторам: Джеффу Таггарту, Брюсу Макглассону і Марку «Вуді» Річарду, викупили власність авіаперевізника в 2004 році.

## Маршрутна мережа
Авіакомпанія обслуговує понад сто населених пунктів Аляски зі своїх основних центрів в аеропортах міст Анкоридж, Бетел, Діллінгем, Еммонак, Хомер, Кенай, Кадьяк і Валдіз. Понад 15 % всіх рейсів Grant Aviation виконує транзитом через муніципальний аеропорт Кенай.

## Флот
Парк повітряних суден авіакомпанії Grant Aviation складають легкомоторні турбогвинтові літаки:
| Тип літака         | В експлуатації | Пасажирських місць |
| Beech BE-200       | 2              | 9                  |
| Cessna 207         | 14             | 6                  |
| Cessna 208         | 7              | 9                  |
| Piper PA-31 Navajo | 7              | 9                  |

## Громадська діяльність
Grant Aviation разом з авіакомпаніями Bering Air, Frontier Flying Service, Northern Air Cargo, PenAir і Ryan Air бере участь у програмі «Flying Can» по вивезенню з населених пунктів Аляски алюмінієвих банок і термопластикових пляшок на вторинну переробку заводом Alaskans for Litter Prevention and Recycling.

## Бонусна програма
Авіакомпанія Grant Aviation має власну бонусну програму заохочення часто літаючих пасажирів «Real Rewards». Бали нараховуються з розрахунку 1 бал за 1 витрачений долар на маршрутах між Анкориджем, Хомером, Кенаєм, Кадьяком і Валдізом..

## Авіаподії і нещасні випадки
- 8 грудня 1999 року. Літак Cessna 207 зазнав аварії в 79 милях від аеропорту Бетел в поганих погодних умовах (сильний дощ). Загинули пілот і п'ятеро пасажирів[7].

- 2 вересня 2011 року. Cessna 208 Grand Caravan авіакомпанії Grant Aviation, що прямувала з Бетела в Токсук-Бей, зіткнулася в повітря з літаком Cessna 207 компанії Ryan Air в шести милях на північ від села Найтмьют. В результаті інцидент загинув один чоловік на борту Cessna 208[8][9].